# Autosport BRDC Award
Il Silverstone Autosport BRDC Award è un premio istituito nel 1989, per premiare e riconoscere i giovani piloti del Regno Unito.  Viene organizzato, dal marchio Aston Martin, dalla rivista di sport motoristici Autosport e dal British Racing Drivers' Club (BRDC). Oltre al prestigio di vincere il premio, il pilota vincitore ha la possibilità di un test drive con una vettura di Formula 1 del team Aston Martin, una corsa su una vettura Aston Martin Vantage GTE del Campionato del mondo endurance (WEC) e di un premio in denaro di £ 200.000.
Fino al 2018 era il team McLaren a supportare l'evento, il vincitore aveva la possibilità di un test drive con una vettura del team di Woking, dal 2019 il vincitore riceveva un test drive su una vettura del team Red Bull F1 sul Circuito di Silverstone, poiché Aston Martin era lo sponsor del team. Dal 2021 visto l'acquisto del team Racing Point da parte di Lawrence Stroll  e il cambio di nome in Aston Martin, il vincitore guiderà una vettura di F1 del team.
Diversi vincitori del trofeo poi sono riusciti a raggiungere la Formula 1: David Coulthard, Jenson Button, Paul di Resta, George Russell e Lando Norris.

## Vincitori e candidati
| Anno | Vincitore                                               | Finalisti                                                                |
| ---- | ------------------------------------------------------- | ------------------------------------------------------------------------ |
| 1989 | David Coulthard                                         | Non nominati                                                             |
| 1990 | Gareth Rees                                             | Philip Bate Steve Brogan David Cuff Shaun Nicholson James Rhodes         |
| 1991 | Oliver Gavin                                            | Dario Franchitti Jonathan McGall Dino Morelli Guy Smith Jamie Spence     |
| 1992 | Dario Franchitti                                        | Paul Evans Ralph Firman Jonny Kane Martin O'Connell Brian Saunders       |
| 1993 | Ralph Firman                                            | Darren Malkin Darren Manning James Matthews Guy Smith Jamie Spence       |
| 1994 | Jamie Davies                                            | Alex Deighton Peter Dumbreck Jonny Kane James Matthews Richard Westbrook |
| 1995 | Jonny Kane                                              | Wayne Douglas Marc Hynes Kevin McGarrity Guy Smith Justin Wilson         |
| 1996 | Darren Turner                                           | David Cook Peter Dumbreck Darren Malkin Tim Mullen Dan Wheldon           |
| 1997 | Andrew Kirkaldy                                         | Matt Davies Marc Hynes Leighton Walker Dan Wheldon Adam Wilcox           |
| 1998 | Jenson Button                                           | Doug Bell Matt Davies Robbie Kerr James Pickford Justin Wilson           |
| 1999 | Gary Paffett                                            | Westley Barber Ryan Dalziel Richard Lyons Craig Murray Leighton Walker   |
| 2000 | Anthony Davidson                                        | Ryan Dalziel Matt Gilmore Derek Hayes Robbie Kerr Mark Taylor            |
| 2001 | Steven Kane                                             | Carl Breeze Matt Gilmore Robbie Kerr Simon Pullan Danny Watts            |
| 2002 | Jamie Green                                             | Westley Barber Adam Carroll Dan Eagling Christian England Danny Watts    |
| 2003 | Alex Lloyd                                              | Ben Clucas Tom Kimber-Smith James Rossiter Ryan Sharp Susie Stoddart     |
| 2004 | Paul di Resta                                           | Tim Bridgman Mike Conway Jonathan Kennard Scott Mansell Susie Stoddart   |
| 2005 | Oliver Jarvis                                           | Sam Bird Joey Foster James Jakes Joe Tandy Duncan Tappy                  |
| 2006 | Oliver Turvey                                           | Jon Barnes Sam Bird Nathan Freke Jeremy Metcalfe Oliver Oakes            |
| 2007 | Stefan Wilson                                           | Henry Arundel Callum MacLeod Dean Smith Nick Tandy Duncan Tappy          |
| 2008 | Alexander Sims                                          | Wayne Boyd Adam Christodoulou Jason Moore Aaron Steele Dean Stoneman     |
| 2009 | Dean Smith                                              | James Calado Adam Christodoulou James Cole Callum MacLeod Chrissy Palmer |
| 2010 | Lewis Williamson                                        | Luciano Bacheta Tom Blomqvist Jack Harvey Scott Malvern Nigel Moore      |
| 2011 | Oliver Rowland                                          | Emil Bernstorff Tom Blomqvist Alex Lynn Scott Malvern Dino Zamparelli    |
| 2012 | Jake Dennis                                             | Jack Hawksworth Josh Hill Jordan King Melville McKee Josh Webster        |
| 2013 | Matt Parry                                              | Jack Aitken Jake Hughes Chris Middlehurst Seb Morris Charlie Robertson   |
| 2014 | George Russell                                          | Alexander Albon Ben Barnicoat Sennan Fielding Seb Morris Harrison Scott  |
| 2015 | Will Palmer                                             | Jack Aitken Ben Barnicoat Ricky Collard Jake Hughes Toby Sowery          |
| 2016 | Lando Norris                                            | Ricky Collard Sennan Fielding Toby Sowery                                |
| 2017 | Dan Ticktum                                             | Enaam Ahmed Max Fewtrell Harrison Scott                                  |
| 2018 | Tom Gamble                                              | Jamie Caroline Max Fewtrell Kiern Jewiss                                 |
| 2019 | Johnathan Hoggard                                       | Enaam Ahmed Jamie Chadwick Ayrton Simmons                                |
| 2020 | Premio non assegnato a causa della Pandemia di COVID-19 | Premio non assegnato a causa della Pandemia di COVID-19                  |
| 2021 | Zak O'Sullivan                                          | Oliver Bearman Jonny Edgar Louis Foster                                  |
| 2022 | Luke Browning                                           | Oliver Bearman Jamie Chadwick Louis Foster                               |
| 2023 | Joseph Loake                                            | Callum Voisin Taylor Barnard Arvid Lindblad                              |
| 2024 | Da decidere                                             | Louis Sharp Freddie Slater Deagen Fairclough Arvid Lindblad              |